# Der Duft der Farben
Der Duft der Farben (engl. Originaltitel: Beyond Indigo oder The Colour of Love) ist ein semi-autobiografischer Roman der englisch-indischen Autorin Preethi Nair. Die deutsche Übersetzung stammt von Karin Dufner und erschien 2007 im Knaur Verlag.

## Inhalt
Die in London lebende Nina Savani tut alles, um den Erwartungen ihrer indischen Eltern gerecht zu werden und verzichtet dabei darauf, ihre Träume auszuleben. Tag für Tag begibt sie sich in die Kanzlei, in der sie als Anwältin Künstler vertritt – wenigstens ging hier ihr Wunsch nicht verloren, denn eigentlich will Nina Malerin werden. Als sie Burn-out bedingt nicht mehr weiterkann, kündigt sie. In dem Wissen, dass ihre traditionsbewussten Eltern diese Entscheidung nicht gutheißen würden, beschließt Nina, wie gewöhnlich morgens ihr Elternhaus zu verlassen und so den Anschein zu erwecken, alles sei beim Alten und sie noch in Lohn und Brot. Sie begibt sich aber von nun an täglich in die Tate Gallery und lässt die Bilder von Henri Matisse intensiv auf sich einwirken.
Aus schlechtem Gewissen erlaubt Nina ihrer Mutter, eine Ehe für sie zu arrangieren, mit einem ihr fremden Inder namens Raj. Parallel führt sie ihr geheimes Doppelleben weiter. In dieser Zeit lernt sie die Künstlerin Gina kennen, die ihr für zwei Monate ihr Atelier überlässt. Nina beginnt künstlerisch zu arbeiten und löst damit das Versprechen ein, das sie ihrer verstorbenen besten Freundin Ki gegeben hat: zu malen und das Leben zu leben, das ihr wirklich entspricht, statt sich nur zu bemühen, den Vorstellungen ihrer Eltern gerecht zu werden.
Ihr erstes Bild signiert sie mit „ForUKi“ (wörtlich: „For you, Ki“ = „Für dich, Ki“). Als sie es rahmen lassen will, trifft sie in der Rahmenhandlung auf einen bekannten Galeristen. Er ist von dem Gemälde derart begeistert, dass er den seiner Meinung nach japanischen Künstler „Foruki“ unbedingt kennenlernen will. Allmählich werden ihre Werke in der Kunstwelt bekannter. Kurzerhand erfindet sie den japanischen Künstler Foruki und gibt sich als seine Agentin aus.
Nina begegnet dem Galeristen Michael, in den sie sich verliebt und weiß nun weder ein noch aus in ihrem Lügengeflecht. Mit Hilfe neuer Freunde plant sie eine Ausstellung Forukis – erst danach will sie sich mit dem Problem befassen, das die arrangierte Hochzeit für sie darstellt. Die Ausstellung wird ein voller Erfolg, jedoch erfährt Michael, dass Nina verlobt ist und kehrt in die USA zurück. Als ihre Eltern von ihrem Doppelleben erfahren, setzen sie ihre Tochter vor die Tür.
Allen Widrigkeiten zum Trotz bleibt Nina ihrer künstlerischen Berufung treu und gewinnt schließlich als Foruki mit ihren Kunstwerken den Turner Prize. Dabei gibt sie auch ihre wahre Identität preis und erzählt, dass es Foruki gar nicht gibt. Über Nacht wird Nina berühmt, und ihre Eltern nehmen sie stolz wieder in die Familie auf. Nina ist nun klar, dass sie als Künstlerin weiterarbeiten wird und ihren eigenen Weg gehen muss, unabhängig von den Wünschen ihrer Eltern. Zu guter Letzt taucht auch Michael wieder in ihrem Leben auf.

## Hintergrund
Der Roman ist halbbiografisch inspiriert: Autorin Preethi Nair wurde in Indien geboren und wuchs in London auf, wo sie als Unternehmensberaterin arbeitete, während sie parallel an ihrem im Jahr 2000 erschienenen ersten Roman Gypsy Masala arbeitete. Als sie unternehmensseitig gekündigt wurde, nahm sie das zum Anlass, sich auf eine mögliche Karriere als Schriftstellerin zu konzentrieren. Genau wie ihre Protagonistin Nina in Der Duft der Farben verließ sie jeden Morgen im Geschäftskostüm ihr Elternhaus und gab vor, weiterhin in Lohn und Brot bei der Unternehmensberatung zu stehen.
Parallel reichte sie ihr Manuskript bei Verlagen ein. Nach zwei ablehnenden Nachrichten gründete sie einen eigenen Verlag und eine PR-Firma in Northampton unter dem Namen Ninefish, druckte eine Erstauflage von 3.000 Exemplaren von ihrem Ersparten und vermarktete das Buch unter dem Pseudonym Pru Menon als fiktive Agentin der Autorin Preethi Nair. Sie richtete Website, E-Mail-Adresse und Telefonnummer unter ihrem Pseudonym ein und richtete sogar eine Buchpremiere aus, bei der sie als Autorin vorgab, ihre Agentin sei kurzfristig erkrankt und habe nicht erscheinen können.
Bei einem Stand auf der englischen Buchmesse London Book Fair fand das Buch das Interesse eines Agenten, dem es gelang, für Nair einen lukrativen Buchvertrag bei dem renommierten US-Verlag HarperCollins auszuhandeln. Nachdem Preethi Nair ihr Doppelleben im Zusammenhang mit der Vermarktung des Buches öffentlich gemacht hatte, traf die Publikation auf ein großes Medienecho. Nair wurde 2001 die Auszeichnung „Young Achiever of the Year“ bei den Asian Women Achievement Awards zuerkannt, und sie kam in die engere Wahl zur Publizistin des Jahres bei den PPC Awards.

## Rezeption
Eine Rezension aus der dpa-Redaktion beschreibt den Roman als „Zwiespalt zwischen traditioneller Anpassung und individuellem Freiheitsstreben“ und lobt, es sei Nair gelungen, „die ambivalenten Gefühle ihrer Protagonistin (...) authentisch auszudrücken“, da sie „selbst einst heimlich ihren Beruf als Unternehmensberaterin an den Nagel gehängt“ habe, „um Romane zu schreiben.“ Burcu Karakus empfiehlt das Buch auf webcritics.de als „amüsante Unterhaltung für zwischendurch“.

## Ausgaben
- Beyond Indigo. Harper Collins, London 2004, ISBN 978-0-00-714348-1. (Englische Erstausgabe)
  - The Colour of Love. Harper Collins, London 2008, ISBN 978-0-00-730491-2. (Englisches Taschenbuch)
  - The Colour of Love. Gesprochen von Rameet Rauli. Harper Collins, London 2024. (Englisches Hörbuch)
- Der Duft der Farben. Übersetzt von Karin Dufner. DroemerKnaur, München 2007, ISBN 978-3-426-19755-4. (Deutsche Erstausgabe)
  - Knaur Taschenbuch, München 2008. ISBN 978-3-426-63668-8 (Taschenbuch).
  - Kiss The Frog Press, London 2024, ISBN 978-1-998997-22-0 (Deutschsprachige Neuauflage).
  - Gesprochen von Nana Spier. Lübbe Audio, Mülheim 2007, ISBN 978-3-7857-3328-8 (Hörbuch).